# Cratylia
Cratylia é um género botânico pertencente à família Fabaceae. É uma planta perene, ou seja, mantém parte de sua estrutura aérea todos os anos e dá fruto em estações propícias. Se considera a Cratylia como um gênero neotropical de origem recente, cuja distribuição natural se situa ao sul da bacia do rio Amazonas e ao leste da cordilheira dos Andes, englobando partes do Brasil, Peru, Bolívia e a bacia do rio Paraná ao nordeste da Argentina. 
A taxonomia do gênero Cratylia se encontra em um processo de definição. É conhecido cinco espécies diferentes: C. bahiensis, C. hypargyrea, C. intermedia, C. mollis e C.argentea. A diferença entre as espécies foi alcançada tomando como base as características morfológicas vegetativas e sua localização geográfica, devido ao fato de que não existem estudos recentes da reprodução e hibridização que permitam uma classificação de espécies. Em geral é uma planta arbustiva que alcança entre 1,5 a 3,0 m de altura. Suas folhas são trifoliadas e estipuladas; os folíolos são membranosos ou coriáceos com os das laterais ligeiramente assimétricos; a inflorescência é um pseudorácimo noduloso com seis a nove flores por nódulo; as flores variam entre 1.5 e 3 cm com pétalas de cor violeta e o fruto em um legume que contém de 4 a 8 sementes em forma lenticular, circular ou elíptica.
Entre as espécies algumas diferenças são observadas:  a Cratylia mollis e a C. argentea possuem crescimento similar e são consideradas espécies com um grande potencial forrageiro. Em contraste a C. bahiensis, C. hypargyrea e a C. intermedia não possuem tanto potencial para servir como forragem, porém podem servir com fontes valiosas de genes para adaptação em solos salinos ou tolerância a geadas.

A Cratylia argentea vem sendo muito utilizada em consorciação de culturas para alimentação de bovinos de produção, principalmente em regiões tropicais, onde estão sendo utilizadas como uma opção para amenizar o problema da falta de pastagens de qualidade na época de seca. O interesse veio da sua extrema adaptação em solos ácidos e alta tolerância a seca. Além disso, a leguminosa possui uma grande capacidade de fixação de nitrogênio ao solo, o que ajuda no recuperação de pastagens degradadas, e a composição química de forragem é maior que muitas gramíneas na época de seca. 